# Empis syriaca
Empis syriaca är en tvåvingeart som beskrevs av Collin 1937. Empis syriaca ingår i släktet Empis och familjen dansflugor. Inga underarter finns listade i Catalogue of Life.